# Комаю
Комаю— посёлок в городском округе Инта Республики Коми.

## Географическое положение
Поселок расположен в 63 км на юго-запад от города Инта.

## Климат
Климат умеренно-континентальный, лето короткое и холодное, зима многоснежная, продолжительная и суровая. Климат формируется в условиях малого количества солнечной радиации зимой, под воздействием северных морей и интенсивного западного переноса воздушных масс. Вынос теплого морского воздуха, связанный с прохождением атлантических циклонов, и частые вторжения арктического воздуха с Северного Ледовитого океана придают погоде большую неустойчивость в течение всего года. Самым теплым месяцем года является июль (средняя месячная температура +14,6 °С), самым холодным — январь (-20,3 °С). Среднегодовая температура воздуха равна −3,5 °С. Число дней со средней суточной температурой воздуха выше нуля градусов составляет 144.

## Население
| 1989 | 2002 | 2010 |
| ---- | ---- | ---- |
| 241  | ↘28  | ↘0   |

В 2002 году численность населения составляла 28 человек (2002), коми 82 %.